# Tinne Gilis
Tinne Gilis (Mol, 29 oktober 1997) is een Belgische professionele squashspeelster en de zus van Nele Gilis.
Gilis stond in september 2016 87e op de wereldranglijst. In 2016 kwam ze uit in de halve finales van de EK tegen haar zus Nele en streden zo om de eerste Belgische ooit in de finale van het EK. Ze verloor met 11-4, 11-6 en 12-10. Hierdoor speelde ze voor brons tegen de Duitse Sina Wall. Ze won met 12-10, 14-12, 8-11, 11-13, 11-5.

## Palmares
- 2016:  EK in Praag[2]
- 2016:  BK